# Jack Womack
Jack Womack (Lexington, 1956) è uno scrittore statunitense, le cui opere sono ritenute tra le migliori di fantascienza post-cyberpunk.
Da giovane si trasferì a New York, città che divenne l'ambientazione dei suoi romanzi.

## Opere
- Ambient (1987) trad. it. Futuro zero Einaudi Tascabili. Vertigo 514, Einaudi, Torino 1998
- Terraplane (1988)
- Heathern (1990)
- Elvissey (1992)
- Random Acts of Senseless Violence (1993) trad. it. Atti casuali di violenza insensata I Narratori, Giangiacomo Feltrinelli Editore, Milano 1996; Meridiano Zero, 2013.
- Let's Put the Future Behind Us (1996)
- Going, Going, Gone (2000)